# Bracon luteomarginatus
Bracon luteomarginatus är en stekelart som beskrevs av Granger 1949. Bracon luteomarginatus ingår i släktet Bracon och familjen bracksteklar. Inga underarter finns listade.